# Brtva
Brtva je strojni dio, izrađen od brtvenoga materijala (brtvila), koji služi za sprječavanje ili smanjenje prijelaza tvari između dvaju funkcijski odvojenih prostora, dakle na mjestima kao što su rastavljivi cijevni spojevi i ulaz nekog strojnog dijela u unutrašnjost konstrukcije. Najčešće se pritom radi o sprječavanju propuštanja tekućina ili plinova, ali i istjecanja maziva i ulaska nečistoća.
Brtva ima zadatak spriječiti dovotku toka medija (fluid) dva funkcionalno razdvojena prostora iz jednog prostora u drugi. Brtve moraju ograničiti gubitke zbog propusnosti u takvoj mjeri da budu u potpunosti zadovoljeni zahtjevi u pogledu sigurnosti, a da pri tome omogućuju ekonomski povoljna konstruktivna rješenja. Prema namjeni brtve moraju ispunjavati sljedeće zahtjeve i svojstva: nepropusnost (radi smanjenja eventualnih gubitaka); pogonska sigurnost (greškama nastaju gubici prekidom rada); vijek trajanja; rastavljivost; gubitak snage (gubitkom medija ili trenjem); utjecaj na medij (medij neizložen promjenama); mehanička svojstva; propusnost plinova; toplinska vodljivost.
Za materijale iz kojih se izrađuju brtve važna su sljedeća svojstva: mehanička, tarna, otpornost na kemijske utjecaje, nepropusnost, toplinska rastezljivost, postojanost na određene temperature, obradivost, otpornost na eroziju. Brtve se izrađuju iz sljedećih materijala: papir i karton, koža, kudjelja, juta, pamuk, biljna vlakna, vlakna drveta, pluto, klobučina, vulkanfiber, vuna od troske, azbest, guma, umjetne smole, grafit, umjetni ugljen, metali, sinterirani i umjetni materijali. Možemo razlikovati brtvljenje nerastavljivih, uvjetno rastavljivih i rastavljivih spojeva. Kod brtvljenja nerastavljivih spojeva, rastavljanje se može postići samo razaranjem spoja, dok kod uvjetno rastavljivih spojeva rastavljanje se postiže samo pomoću jednog od dijelova u spoju.

## Brtvljenje
Brtvljenje je postupak kojim se postiže nepropusnost različitih spojišta u građevinarstvu, strojarstvu, brodogradnji, automobilskoj industriji i drugim djelatnostima.

### Brtvljenje u strojarstvu
Općenito se u strojarstvu pod brtvljenjem razumijevaju mjere koje se poduzimaju da bi se spojevi učinili nepropusnim ili barem da bi se njihova propusnost dovoljno smanjila. To može biti potrebno iz različitih razloga (na primjer da bi se međusobno odvojili prostori u kojima trebaju vladati različiti tlakovi ili u kojima se nalaze različiti mediji, a koji ne smiju doći u međusobni dodir, da bi se spriječio gubitak nekog medija, ili da bi se zaštitio neki uređaj za onečišćavanje.
U užem smislu pojam brtvljenja ograničava se na spojeve koji i nakon ugradnje (montaže) ostaju rastavljivi.
Spojevi se katkada mogu brtviti poništenjem (eliminacijom) zračnosti među dosjednim površinama njihovih dijelova prikladno finom strojnom obradom i stezanjem dovoljno velikim silama. Međutim, u većini slučajeva takav je način brtvljenja neisplativ (neekonomičan), a često i neizvediv. Zbog toga se brtvljenje najčešće izvodi s pomoću različitih materijala (brtvila) ili od njih izrašenih dijelova ili elemenata (brtava) koja poništuju zračnost time što se lako prilagođavaju neravninama dosjednih površina svojim deformiranjem i/ili takozvanim puzanjem. Osim osiguranja nepropusnosti, na te materijale postavlja se i niz drugih zahtjeva, već prema uvjetima u kojima oni moraju brtviti. Tako se od njih može tražiti da budu dovoljno sigurni u pogonu, da imaju dovoljnu trajnost, da ne utječu nepovoljno na medij s kojim su u dodiru, i s druge strane, da su otporni prema njegovom kemijskom djelovanju, da im koeficijent toplinskog istezanja ima prikladnu vrijednost, da su postojani na temperaturama pogona, da su otporni prema eroziji, a katkada da imaju prikladna antifrikcijska (netarna) svojstva. Od nekih se traži da budu i lako obradivi.

### Brtvljenje u građevinarstvu
U građevinarstvu se brtvljenjem postiže nepropusnost nasipa i kanala te nepropusnost temelja, zidova i spojišta između pojedinih dijelova građevnih konstrukcija, instalacijskih cijevi, priključaka uređaja na konstruktivne dijelove građevina i slično. Za brtvljenje mogu služiti različiti prikladni materijali (brtvila), koji se primjenjuju u obliku gotovih brtvi, folija, vrpci, slojeva, zastora, ploča ili kao mase za brtvljenje koje se ulijevaju ili utiskuju u hladnom ili vrućem stanju. U novije se doba kao brtvilo koriste i takozvani geosintetski materijali.
Brtvljenjem se sprječava prodiranje vlage, vode, drugih tekućina i plinova, u prvom redu prodiranje vlage i podzemne vode kroz spojišta u temeljnim konstrukcijama. Različite vrste običnih i plastificiranih mortova upotrebljavaju se kao brtvila pri spajanju zidnih dijelova i podova. Manje šupljine u zidovima, na spojištima konstrukcijskih elemenata, na mjestima ugradnje drvenarije, instalacija i druge opreme ispunjavaju se elastičnim ili plastičnim masama za brtvljenje. Danas su u širokoj upotrebi mase na bazi silikona, poliuretana, polisulfida, poliakrilata, poliizobutena ili butilnoga kaučuka (polimerni materijali), a sadrže i omekšivače, punila, pigmente i druge sastojke. Radi zaštite od buke, prašine i propuha, vrata i prozori brtve se vrpcama od pjenaste plastike, gume ili pusta.
Brtvljenje svih vrsta cijevi (vodovodnih, plinskih, kanalizacijskih) posebno je važno. Cijevi od čelika i lijevanoga željeza mogu se na spojevima brtviti bituminiziranom kudjeljom, olovom (koje se najčešće primjenjuje u rastaljenu stanju), olovnom vunom, gumom, kožom, klingeritom i slično. Općenito, za hladnu vodu i plinove dobro služe gumene brtve s pamučnim uloškom, za vlažnu i pregrijanu vodenu paru brtve od klingerita, za vrelu vodu i ulje pod tlakom brtve u obliku bakrenih prstenova.
Dilatacijske reške podnih i kolničkih konstrukcija ispunjavaju se masom od bitumena, asfalta ili asfaltnoga betona. Da se ispiranjem ne poremeti stabilnost pokosa i dna odvodnih kanala, oni se brtve ilovačom, plastičnom glinom ili bituminoznim vodonepropusnim zastorom. Nasute se brane osiguravaju od ispiranja i poremećaja stabilnosti jezgrom od gline ili asfaltnoga betona, ili se površina na uzvodnom pokosu brtvi plastičnim ili geosintetičkim folijama, glinom ili armiranobetonskim pločama te asfaltnim betonom.

### Temelji teorije brtvljenja
Istjecanje medija kroz prostor između dviju ravnih površina spoja prestaje prije nego što se zračnost među njima svede na nulu. Tu pojavu treba pripisati složenom djelovanju apsorpcije medija na tim površinama, međumolekularnim silama u mediju (fluidu) i površinske napetosti kao njihove posljedice, te kapilarnih sila. Zračnost je, pri kojoj se to događa, to manja što je razlika tlakova medija odvojenih spojem veća. Kako je, s druge strane, zračnost među dosjednim površinama spoja bez posebne obrade zavisna od veličine elastičnih i plastičnih deformacija na njima kao posljedica pritiska kojim su one međusobno stegnute, to znači da za svaki određeni slučaj postoji neki stezni, takozvani prethodni ili kritični pritisak koji osigurava brtvljenje. Uz navedenu razliku tlakova, taj prethodni pritisak određuju i svojstva materijala i kakvoća obrade brtvenih površina. Taj pritisak treba biti dovoljno velik da uzrokuje puzanje. Budući da su konstrukcijski materijali koji najviše služe u strojogradnji (čelici) vrlo otporni prema toj pojavi, jer imaju razmjerno veliku čvrstoću oblika, prethodni pritisci općenito su vrlo veliki. Ti se pritisci dadu veoma smanjiti ulaganjem brtava od materijala s razmjerno malom čvrstoćom oblika između tih površina. Time se postižu očite prednosti. Ipak, čvrstoća oblika brtava ne smije biti odviše mala, jer inače puzanje može uzrokovati deformacije koje odviše smanjuju trajanje prethodnog pritiska.
Djelotvornost brtvljenja zavisi od mjera (dimenzija) brtvene površine i brtve, od vrste opterećenja brtve i od fluida. Općenito plinovi, naročito suhi, zahtijevaju bolje brtvljenje nego tekućine.

## Materijali za izradu brtava
Glavni izvorni materijali za izradu brtava (brtvila) jesu koža, biljna i sintetska vlakna i njihove prerađevine, pluto, vulkanfiber, troskina vuna, kaučuk, guma, papir, karton i različite plastične mase, grafit i drugi materijali na bazi ugljika, metali i tako dalje. U izradi brtava ovi se materijali često kombiniraju međusobno i s drugim materijalima.

## Vrste brtvljenja
Podjela područja brtvljenja može se izvesti s obzirom na to, da li se radi o brtvljenju dodirom (dodirnom brtvljenju) ili bez toga, da li se radi o brtvljenju spojeva s dijelovima koji se nalaze u relativnom mirovanju ili gibanju, ili kombinirajući ta dva načela. Zbog specifičnosti njegove funkcije, posebno je izdvojeno zaštitno brtvljenje, pa su u to uključeni i slučajevi primjene dodirnog brtvljenja među pokretnim dijelovima u takve svrhe i, iz istih razloga, još i čitavo područje bezdodirnog brtvljenja. Također je posebno izdvojeno i brtvljenje mjehovima i membranama, iako ono često ima samo zaštitnu funkciju.
Brtvljenje među dijelovima koji miruju može se izvesti već navedenim mačinom bez brtava, uz prikladnu obradu dosjednih površina koja obuhvaća fino tokarenje, brušenje i lepanje. Prednosti takvog načina brtvljenja jesu mogućnost čestog rastavljanja i sastavljanja spojeva, pri čemu, kako nema brtve, nema ni mogućnosti njenog oštećivanja, niti opasnosti od međusobnog nepovoljnog djelovanja brtve i medija. Nedostatak ovog načina brtvenja jest potreba velikih steznih sila za sigurnost spoja.
Još jedan način brtvljenja među mirujućim dijelovima bez posebno izrađenih brtava jest kitanje. Kitovi koji se pri tome upotrebljavaju kao brtvila mogu biti različitog sastava. Pri tome se često upotrebljavaju i različiti ulošci.
Brtva izrađene za dodirno brtvljenje među dijelovima koji miruju mogu se podijeliti na plosnate, profilne i brtve za naglavke (kolčake). Zbog naročitih zahtjeva koje moraju zadovoljavati, brtve za visoke tlakove ili vakuume razmatraju se posebno. Sve ove brtve imaju prstenasti oblik. Izrađuju se u komadu ili sastavljaju od traka. Sastavljanje traka se upotrebljava za brtvljenje rastavljivih spojeva, uglavnom s pomoću prirubnica na cijevima, zatim spojeva aparata, spremnika (rezervoara) i slično.

### Brtve plosnatog oblika
Brtve plosnatog oblika ili plosnate brtve mogu biti takozvane meke, slojevite i tvrde. Najčešći materijal mekih brtava je guma, a sadrži i manje količine drugih tvari, kad to dopuštaju pogonske temperature, a traži se dobra prilagodljivost dosjednih površina.
Osnovni materijal slojevitih brtava također je mekan i elastičan, ali one imaju uloške koje ih čine čvršćim, ili obloge koje ih čine kemijski postojanim. Kombinacija materijala kojima se to postiže vrlo su brojne. Jedna od takvih brtava s metalnom jezgrom i teflonskom oblogom. Takozvani kostur metalnih slojastih brtava, koji treba preuzeti mehanička opterećenja, izrađen je od metala i ispunjen brtvilom.

### Profilne brtve
Profilne brtve su brtve koje se, kad su u neopterećenom stanju, dodiruju s brtvenim površinama samo na nekoj liniji. Pri upotrebi ovih brtava brtvene površine nastaju istom pri deformacijama koje su posljedica stezanja. Pri tome se razlikuju brtve koje se deformiraju elastično, one koje se deformiraju plastično, kao i one koje se deformiraju pretežno elastično, odnosno plastično. Također se razlikuju meke i tvrde profilne brtve.

#### Meke profilne brtve
Meke profilne brtve (takozvani O-prstenovi) s elastičnim deformacijama su prstenovi od gume dobivene od različitih sintetskih kaučuka, već prema zahtjevima koji se postavljaju s obzirom na njihove toplinske postojanosti i prema tlakovima u pogonu. Zbog nestišljivosti gume za ispravnu ugradnju ovih brtava mora biti osiguran dovoljan prostor za deformaciju. Utori za njihovu ugradnju mogu imati različite oblike.

#### Tvrde profilne brtve
Tvrde profilne brtve izrađuju se kao prstenovi od materijala koji pružaju veliki otpor promjeni oblika, već prema pogonskim temperaturama na kojima trebaju brtviti, od bronce, bakra, mjedi, remanita. One brtve svojim, pretežno elastičnim, deformacijama. Presjeci ovih brtava mogu biti kružni, ovalni ili drugih oblika (na primjer lećasti). Prednost takvog brtvljenja jest u tome što ono omogućuje izravnavanje netočnosti međusobnih položaja dijelova u spoju i što kuglaste površine leće dopuštaju vibriranje tih dijelova, što je vrlo važno, na primjer kod cijevnih vodova parnih lokomotiva.

### Brtve za naglavke
Brtve za naglavke na cijevima razlikuju se već prema tome, da li spoj treba da bude elastičan ili krut. Za brtvljenje elastičnih spojeva kod cijevi s naglavcima upotrebljavaju se prstenaste gumene brtve, koje se pri ugradnji (montaži) utiskuju u kružni prostor između naglavka jedne i ravnog kraja druge cijevi. Ovo brtvljenje dopušta određenu kutnu pokretljivost dijelova u spoju i njihove male uzdužne pomake.
Kruto spajanje cijevi s naglavcima danas se većinom izvodi kao nerastavljivo (zavarivanjem, lemljenjem, lijepljenjem). Pri tome brtvljenje ne dolazi u obzir. Međutim, rastavljivo kruto spajanje naglavcima uz primjenu brtvljenja zadržalo se u nekim slučajevima. Tako se, na primjer, vodovodne cijevi od sivog lijeva često brtve takozvanim podbijenim brtvama. One se obično sastoje od jutenih ili kudjeljnih pletenica natopljenih katranom, bitumenom ili lojem, utisnutih među stijenke naglavka i ravnog dijela cijevi, i olova (ili asfalta) s kojim su podbijene, odnosno zalivene s vanjske strane, da bi se održale pod pritiskom. Brtve se i plinske cijevi s naglavcima s navojem. Za to se upotrebljava brtvilo od kudjeljnog vlakna natopljeno minijumom ili kitom za brtvljenje.

### Brtvljenje pri visokim tlakovima
Brtvljenje pri visokim tlakovima zahtijeva posebnu tehniku. Može se izvesti na nekoliko načina. Jedan od tih je s pomoću velikih brtvenih pritisaka. To se može postići s pomoću uskih ili stožastih brtvenih površina ili koncentracijom pritisaka na određene dijelove brtava.
Drugi način brtvljenja je s pomoću zatvorenih brtava. To su obično prstenovi od mekih metala (aluminija, bakra), koji poslije stezanja zatvaraju dijelove spoja sa svih strana. Kako brtva pri tome ne može biti zgnječena, njen materijal puže, pa ispuni čitav prostor poput tekućine. Za takav način brtvljenja mogu se upotrijebiti i gumeni brtveni prstenovi, ako se radi o nižim o nižim temperaturama pogona.
Sljedeći je način brtvljenja pri visokim tlakovima taj da se iskoristi tlak za postizanje brtvenog pritiska. Jedan od mnogih primjera je takozvani delta prsten (s presjekom oblika grčkog slova delta). Tlak u cilindru ovdje uzrokuje deformacije brtvenog prstena. Na taj je način moguće, na primjer, uspješno zabrtviti spoj do tlaka 70 N/mm2, odnosno 350 N/mm2 pri promjerima cilindra od 830 mm, odnosno 200 mm.
Poseban problem kod brtvljenja pri visokim tlakovima predstavljaju slučajevi kad treba računati s toplinskim istezanjima (dilatacijama) dijelova spoja, kao na primjer u spojevima parnih turbina, gdje su temperature pregrijane pare 600 °C i više. Takvi se spojevi brtve prstenovima od krommolibden čelika, koji dopuštaju stanovitu međusobnu pokretljivost dijelova spoja. Za slobodno istezanje dijelova takvih spojeva treba među njihovim dosjednim površinama postojati zračnost, a isto tako i između njih i rubova brtvenog prstena.
Pri brtvljenju pri visokim tlakovima i niskim temperaturama s nemetalnim brtvama pojavljuju se poteškoće uzrokovane njihovim stezanjem. Tada se pribjegava posebnim izvedbama birajući materijale prirubnica, potpornog prstena i brtve, tako da razlike njihovih koeficijenata toplinskog istezanja, odnosno kontrakcije, podupiru brtveni pritisak.

### Brtvljenje vakuuma
Brtvljenje vakuuma ili vakuumsko brtvljenje ima za cilj brtvljenje spojeva uređaja i instalacija u kojima vlada vakuum jest da se spriječi štetno prodiranje zraka u njih. Za brtvljenje vakuuma do oko 98% mogu se upotrijebiti brtvila koja se upotrebljavaju i za brtvljenje pri tlakovima koja se upotrebljavaju i za brtvljenje pri tlakovima iznad atmosferskog, ako su ostali uvjeti jednaki. Pri tome dolaze u obzir plosnate i posebno profilirane brtve od elastičnih materijala (meka brtva). Najveće opterećenje gumenih profiliranih brtava za spojeve izložene djelovanju vakuuma, koji se često rastavljaju, ne treba prelaziti 2,5 N/mm2, dok se inače dopušta 4 N/mm2, zavisno od kakvoće gume. Jedan od načina brtvljenja pri još nižim tlakovima je pomoću brtvene tekućine.

### Dodirno brtvljenje među dijelovima koji se gibaju
Dodirno brtvljenje među dijelovima koji se gibaju dolazi u obzir za primjenu kako kod pravocrtno pokretljivih dijelova (na primjer vretena ventila i zasuna, stapova i stapajica) tako i kod rotirajućih (na primjer vratila turbokompresora, centrifugalnih i zupčanih crpki i slično). To je povezano s klizanjem brtvenih površina jednih po drugima, a time i s pojavom trenja, gubicima pretvaranjem određenog dijela mehaničke energije u toplinu te trošenjem materijala dijelova spoja. Zbog toga pri ovom načinu brtvljenja podmazivanje je važan činilac.
Kao i pri dodirnom brtvljenju općenito, tako i u ovom slučaju potreban je određeni brtveni pritisak. S druge strane, da bi se dijelovi zabrtvenog spoja mogli relativno gibati, potrebna je određena zračnost među brtvenim površinama. Ona nije ni poznata ni stalna, već se mijenja s vremenom rada spoja. Međutim, da bi spoj bio nepropustan, ona mora biti dovoljno mala da ne dopusti protjecanje fluida (medija - plinova ili tekućina).
Najstariji način takvog brtvljenja jest s pomoću brtvila koja se nabijaju u brtvenice. Osim toga, za dodirno brtvljenje spojeva dijelova koji se međusobno gibaju upotrebljavaju se još i brtveni prstenovi s opružnim djelovanjem te automatske brtve. Također je primjenjivo i brtvljenje fluidima.

#### Brtvenice
Brtvenica služi da se stežu brtve, a to je strojni sklop s kućištem, prirubnicom i steznim vijcima, u kojoj čvrsto prilegnu uz kliznu plohu. Brtvljenje nabijanjem u brtvenice dolazi u obzir najviše za spojeve dijelova koji se gibaju razmjerno sporo. Izvodi se kako s pomoću brtvila od kojih se brtve prave na samome mjestu tako i s pomoću već gotovih brtava. Zajedničko svim tim materijalima jest da oni brtve deformacijama koje nastaju pod utjecajem brtvenog pritiska, zbog čega moraju biti dovoljno meki, pa se u praksi i nazivaju mekim brtvilima. Za tu svrhu uzimaju se nemetalni i metalni materijali. Prvi su ponekad vlakna (prvenstveno kudjeljna, pamučna i nekad azbestna), ali i koža, guma, plastične mase. Meki metali koji se upotrebljavaju za ovaj način brtvljenja jesu olovo, bakar, aluminij, kositar i neke njegove legure. Neki materijali za brtvljenje nabijanjem dobivaju se kombiniranjem mekih nemetalnih i metalnih materijala. Posebnu skupinu materijala za ovaj način brtvljenja čine grafitne i grafitirane brtve koje služe za izravno nabijanje u brtvenice.
Od vlaknastih brtvila za ovu svrhu najviše se upotrebljavaju pletenice s kvadratnim presjekom, ali često se susreću i one s kružnim i pravokutnim presjekom. Već prema namjeni, ova brtvila mogu biti neimpregnirana (suha) ili impregnirana. Najčešće je impregnant mazivo (masne pletenice), koje ne samo osigurava podmazivanje već i služi kao zaštita od kemijskog djelovanja fluida. Osim toga, već prema potrebama impregnanti mogu biti voskovi, elastomeri i druge plastične mase, kao i grafit.
Od kože, gume i plastičnih masa izrađuju se prstenaste brtve za nabijanje. Opruga brtvenice služi za kompenzaciju nepovoljnog utjecaja toplinskog istezanja (dilatacije) dijelova za brtvljenje.

#### Kombinirana meka brtvila
Osim toga upotrebljavaju se danas i manžete. Taj je način zaštitnog brtvljenja najkvalitetniji, pogotovu pri podmazivanju uljem. Oblici manžeta koji se upotrebljavaju za zaštitno brtvljenje vrlo su brojni. Većinom su to manžete s oprugom. Najčešće se izrađuju s metalnim kućištem ili s dijelovima za ukrućenje. Prednosti manžeta s oprugom su u tome što se jednostavno ugrađuju, zauzimaju malo mjesta i uzrokuju malo trenje.
Kombinirana meka brtvila za nabijanje izrađena od nemetalnih i metalnih materijala imaju oblik sličan pletenicama od vlaknastih materijala. Pri tome jezgra od vlaknastog materijala može biti omotana metalnom folijom ili, obrnuto, metalna jezgra vlaknastim materijalom.
Grafitna brtvila za nabijanje sastoje se od čistog pahuljičastog grafita, u nekim slučajevima s primjesama od mekih metala (na primjer granulatom ili strugotinama od olova, legura kositra), ili od vlaknastih materijala. Takozvane grafitne cijevčice za armature vodovoda izrađuju se od vlaknaste ljepenke, a grafitiraju se samo površinski.

#### Automatske brtve za dodirno brtvljenje
Automatske brtve za dodirno brtvljenje među pokretnim dijelovima djeluju slično kao automatske brtve među mirujućim dijelovima. Izrađuju se od elastičnih materijala s nadmjerom s obzirom na prostore u koje se ugrađuju. Zbog toga poslije njihove ugradnje na brtvenim površinama spoja već vlada stanoviti brtveni tlak po, a kad spoj dospije pod pogonski tlak pu, brtveni se tlak povećava na veličinu po + pu. Među ovim brtvama najvažnije su profilirane i manžetne brtve.

#### Profilirane brtve
Profilirane brtve (O brtve) za dodirno brtvljenje spojeva pokretljivih dijelova upotrebljavaju se za slične svrhe kao i brtveni prstenovi s opružnim djelovanjem. Najčešće su to prstenovi kružnog presjeka od specijalne gume, ali izrađuju se i od različitih kombinacija materijala (na primjer teflona i metala). Gornje granice područja primjene takvih prstenova dosežu i do 400 °C i 1 000 bara. Za uspješno brtvljenje ovim brtvama i za njihovu trajnost bitno je da klizne površine budu bez oštećenja i da je osigurano izdašno podmazivanje.

##### Brtvljenje manžetama
Pod manžetnim brtvama razumijevaju se prstenovi od kože, gume, plastičnih masa - s naročitim oblicima presjeka, prema kojima se često i dijele, pa se govori, na primjer, o jednostrukim, dvostrukim (U manžete), u obliku lanca, fazonskim manžetama i tako dalje. Općenito se upotrebljavaju za brtvljenje pri visokim tlakovima, uglavnom tekućih medija, ali i plinova, uz prikladno podmazivanje, kako među dijelovima koji se gibaju pravocrtno tako i među onima koji se vrte. Pri tome je područje primjene manžeta od normalnog materijala ograničeno na umjerene temperature i brzine klizanja. Zbog automatskog djelovanja sve se više upotrebljavaju i za brtvljenje među mirujućim dijelovima. U novije vrijeme upotrebljavaju se i kao zaštitne brtve.
Način djelovanja manžeta prikazan je na slici. Potporno brtveno djelovanje pogonskog tlaka kod brtvljenja jednostrukom manžetom usmjereno je samo jednostrano (poprečno), a kod dvostruke obostrano (uzdužno i poprečno). Takvo djelovanje tlaka medija može se i negativno odraziti ako su manžete neprikladno stegnute, a njihovi jezici nisu dovoljno priljubljeni na brtvenu površinu. Tada tlak fluida, umjesto da ih još bolje priljubi, može ih odići. To se može spriječiti posebnim mjerama (na primjer naročitim oblikom jezika, osiguranja jezika oprugom, pojačanjem U profila elastičnim materijalom.

#### Brtvljenje spojeva pokretljivih dijelova fluidima
Brtvljenje spojeva pokretljivih dijelova fluidima ima dosta sličnosti s bezdodirnim brtvljenjem, od kojeg se razlikuje samo time što brtveni fluid nije sam medij koji se brtvi, već neki drugi. Njegova je glavna prednost što praktički postiže potpunu nepropusnost spoja. Za brtvljenje fluidima najviše služe tekućine, a rjeđe plinovi. Prema nastajanju brtvenog tlaka u brtvenim tekućinama razlikuje se samostalno brtvljenje i brtvljenje dovođenjem tekućine pod tlakom.
Pri samostalnom brtvljenju tekućina potrebni brtveni tlak nastaje pod utjecajem centrifugalne sile dijelova koji se gibaju (na primjer rotora). Zbog toga ovo brtvljenje dolazi u obzir za primjenu tamo gdje samo jedan dio spoja se vrti. Prema pretpostavkama rotacijskog gibanja i hidraulike, za izračunavanje razlike tlakova Δp koja pri tome može biti zabrtvena stupcem tekućine s visinom h, treba primijeniti izraz:
{\displaystyle \Delta p=(p_{1}-p_{2})\cdot {\frac {d_{v}^{2}-d_{u}^{2}}{8\cdot g}}\cdot \gamma \cdot \omega ^{2}}
gdje je: g - ubrzanje zemljine sile teže, γ - specifična težina brtvene tekućine, ω - kutna brzina vrtnje, p1 - tlak fluida čije istjecanje treba spriječiti, p2 - tlak brtvene tekućine, du - unutarnji promjer fluida čije istjecanje treba spriječiti, dv - vanjski promjer fluida čije istjecanje treba spriječiti. Kad su površine rotora glatke, a sloj brtvene tekućine tanak, umjesto ω u gornji izraz treba staviti ω' = ω/2. Prednost ovog načina brtvljenja je u tome što nema gubitaka brtvene tekućine.
Pri brtvljenju fluidima koji se dovode izvana, njihov tlak mora biti veći i od tlaka fluida čije se protjecanje među brtvenim površinama želi spriječiti, i od atmosferskog tlaka. Pri tome među brtvenim površinama umjesto fluida protječe brtvena tekućina, što je povezano s gubitcima. Taj se nedostatak može ublažiti smanjivanjem zračnosti među brtvenim površinama i upotrebom gušćih brtvenih tekućina. Međutim, ovaj način brtvljenja ne primjenjuje se sam, nego kao dodatna mjera u nekim slučajevima brtvljenja brtvenicama, a brtvilo ujedno smanjuje gubitke brtvene tekućine.

#### Brtvljenje valovitim mjehovima i membranama
Valoviti mijeh može biti izrađen od tombaka (za temperature do 80 °C), duboko vučenog lima (do 400 °C), nehrđajućeg čelika (do 600 °C), a i od drugih metala (mjedi, fosforne bronce, srebra, monelmetala).
Direktna primjena ovih mijehova ograničena je na slučajeve, kada dijelovi spoja trebaju da se pravocrtno pomiču jedan prema drugome. Ostali njihovi nedostaci su u tome što dopuštaju samo mali pomak dijelova i što su dozvoljeni pritisci ograničeni. Prednost im je u tome što, kako nemaju brtve, u njima nema trenja, pa ih ne treba održavati, i što osiguravaju potpuno nepropusnost.

##### Brtvljenje membranom
Brtvljenje membranom slično je i kao brtvljenje mjehovima. Tipičan slučaj se često susreće kod zaštitne brtve na ulazu ručice u mjenjač brzine.

### Brtvljenje nerastavljivih spojeva

#### Brtvljenje zavarivanjem
Zavareni spojevi kod kojih zavari prenose sile su različiti oblici zavara cijevi i zavarenih spojeva, koje najčešće ne ubrajamo u brtvljenje nego u nerastavljivo spajanje.

#### Brtvljenje poprečnim prešanjem
Brtvljenje uvaljivanjem nerastavljivo je poprečno uprešavanje. Brtvi se tako da se proširivanjem cijevi uvaljivanjem dobivaju visoki pritisci na naležnim površinama i dobro nalijeganje koje brtvi.

#### Brtvljenje uzdužnim prešanjem
Brtvljenje uzdužnim prešanjem ostvaruje se uprešavanjem čahure od čelika u dijelove koji se brtve. Ova vrsta brtvljenja upotrebljava se za brtvljenje visokotlačnih turbina.

#### Brtvljenje pomoću masa za brtvljenje
Brtvljenje možemo izvesti i pomoću masa (kit) za brtvljenje, koji nanesen na naležne površine stvara neku vrstu plosnate brtve. Najčešće se upotrebljava manganski kit, silikonski kaučuk u obliku paste ili umjetni lakovi, koji se koriste za brtvljenje dijelova kućišta.

### Dinamičke brtve
Dinamičke brtve vrše dodirno brtvljenje strojnih dijelova koji se okreću ili se kreću linijski. U odnosu na glavne putove mogućeg prolaza medija, zavisno od relativnog gibanja između cilindričnih radijalnih površina, brtve možemo podijeliti na:
- Glavno brtvljenje na cilindričnoj brtvenoj površini; brtva stoji, a relativno gibanje je između vratila i brtve (primarno brtvljenje je prema vratilu, a sekundarno prema kućištu)
- Glavno brtvljenje na radijalnoj brtvenoj površini; brtva se okreće zajedno s vratilom, relativno gibanje je između brtve i kućišta (primarno je brtvljenje prema kućištu, a sekundarno prema vratilu)

Primarno brtvljenje mora osigurati nepropusnost između površina velike relativne brzine, a sekundarno djeluje gotovo mirno.

#### Brtvenice s mekim brtvilom
Pritezanjem vijaka dobivamo na prirubnici silu koja dovodi do aksijalnog naprezanja, pa se deformabilnošću, odnosno plastičnom deformacijom brtvila dobiva radijalni tlak brtvljenja, koji smanjuje zračnost između brtvila i prirubnice, i brtvila i kućišta, na mjeru potrebnu za brtvljenje. Da brtveni medij ne bi izlazio potrebno je da tlak brtvljenja bude veći od tlaka medija koji se brtvi. Meka brtvila izrađuju se od pletenog ili motanog konopca, prstenova kvadratnog ili okruglog presjeka, kudelje, pamuka, azbesta, klobučine, pluta, kože, gume ili umjetnih materijala ili mogu biti izrađena u kombinaciji metalnih i nemetalnih materijala.

#### Brtve s automatskim djelovanjem (hidraulik brtve)
Prilikom ugradnje brtve, daje se određeno predopterećenje. Pogonskim tlakom dolazi do nalijeganja brtve na vratilo ili prirubnicu. Primjer su manšete za brtvljenje koje mogu biti: u obliku šešira, u obliku lonca, manšete za brtvljenje vratila, manšete s utorom, manšete u obliku strehe ili manšete s usnicama. Primjer su i O-prsten, te OV-prsten.

#### Brtvila postojanog oblika
Brtvila postojanog oblika sastoje se ili od prorezanih prstena s opružnim djelovanjem prema unutra, bilo od opružnih, djelovanjem prema vani (klipni prstenovi) ili od višedijelnih oprugom držanih segmenata. Upotrebljavamo ih kod teških uvjeta rada, odnosno kod visokih temperatura i tlaka, te velikih brzina.

#### Brtvljenje kliznim prstenom
Kod ove vrste brtvi, brtvena površina je u ravnini okomitoj na os vrtnje, a ne na okomitoj površini vratila. Namijenjene su isključivo rotirajućim strojnim dijelovima, pretežno za brtvljenje tekućine na temperaturama do 200 ºC. Upotrebljavaju se kod centrifugalnih pumpi, zupčastih pumpi, bubnjeva za sušenje, mješalica.

#### Bezdodirne brtve
Kod ovih brtvi u pogonskom stanju ne dolazi do dodira između brtvenih površina, koje se okreću i onih koji stoje, a pri tome postoji određena zračnost. Ove brtve upotrebljavaju se tamo gdje se javljaju velike relativne brzine, koje bi kod primjene dodirnih brtvi izazvale veliko trenje i trošenje. Bezdodirne brtve sa zračnošću možemo podijeliti na aksijalne i radijalne bezdodirne brtve sa zračnošću, a razlikuju se samo položajem ravnine zračnosti. Primjer su aksijalna i radijalna labirintna brtva.

##### Labirintne brtve
Labirintna brtva je vrsta brtve u kojoj se učinak brtvljenja za plinove i pare postiže razlikom tlaka u nizu raspora između rotora i statora. Ona spada u bezdodirne brtve koje sprječavaju trenje pri velikim brzinama vrtnje.

#### Brtvljenje pomoću vodenog prstena
Za potpuno brtvljenje (posebno brtvljenje otrovnih medija) upotrebljava se tekućina kao sredstvo za zatvaranje prolaza medija koji se brtvi. Za brtvljenje pomoću vodenog prstena upotrebljava se za stvaranje potrebnog tlaka centrifugalna sila. Razina tekućine postavlja se u zavisnosti od razine tlaka. Zračnost može biti relativno velika. U stanju mirovanja potrebne su pomoćne brtve.

#### Membranske brtve
Prema obliku membranske brtve možemo podijeliti na:
- Valovite cijevi, izrađene od tvrdih materijala, upotrebljavaju se za brtvljenje zapornih organa (ventila);
- Plosnate ravne i valovite membranske brtve, izrađuju se od gume i upotrebljavaju kod membranskih pumpi i manometara. Ove brtve imaju često pored funkcije brtvljenja i funkciju klipa;
- Pregibne membrane upotrebljavaju se u području hidrauličke i regulacione tehnike, a izrađene su od perbunana.[6]